# البعيزات أولاد سليمان (تفتاشت)
البعيزات أولاد سليمان هي إحدى مشيخات المملكة المغربية، تتبع جغرافيا لإقليم الصويرة وإداريًا لتفتاشت. يقدر عدد سكانها بـ 5936 نسمة حسب الإحصاء الرسمي للسكان والسكنى لسنة 2004.